# کاخ هفت‌دست و کوشک آیینه‌خانه

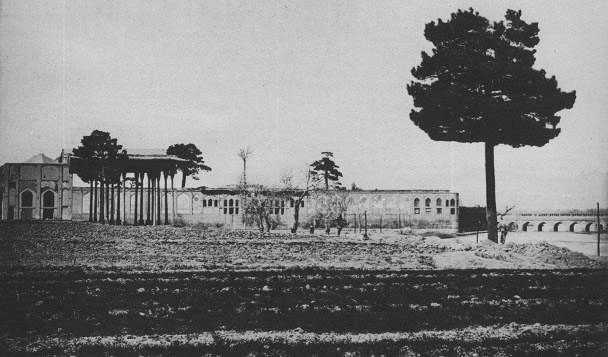
کاخ هفت‌دست و کوشک (پاویون) آیینه‌خانه و پل جوبی؛ عکس از ارنست هولتسر، دورهٔ قاجار

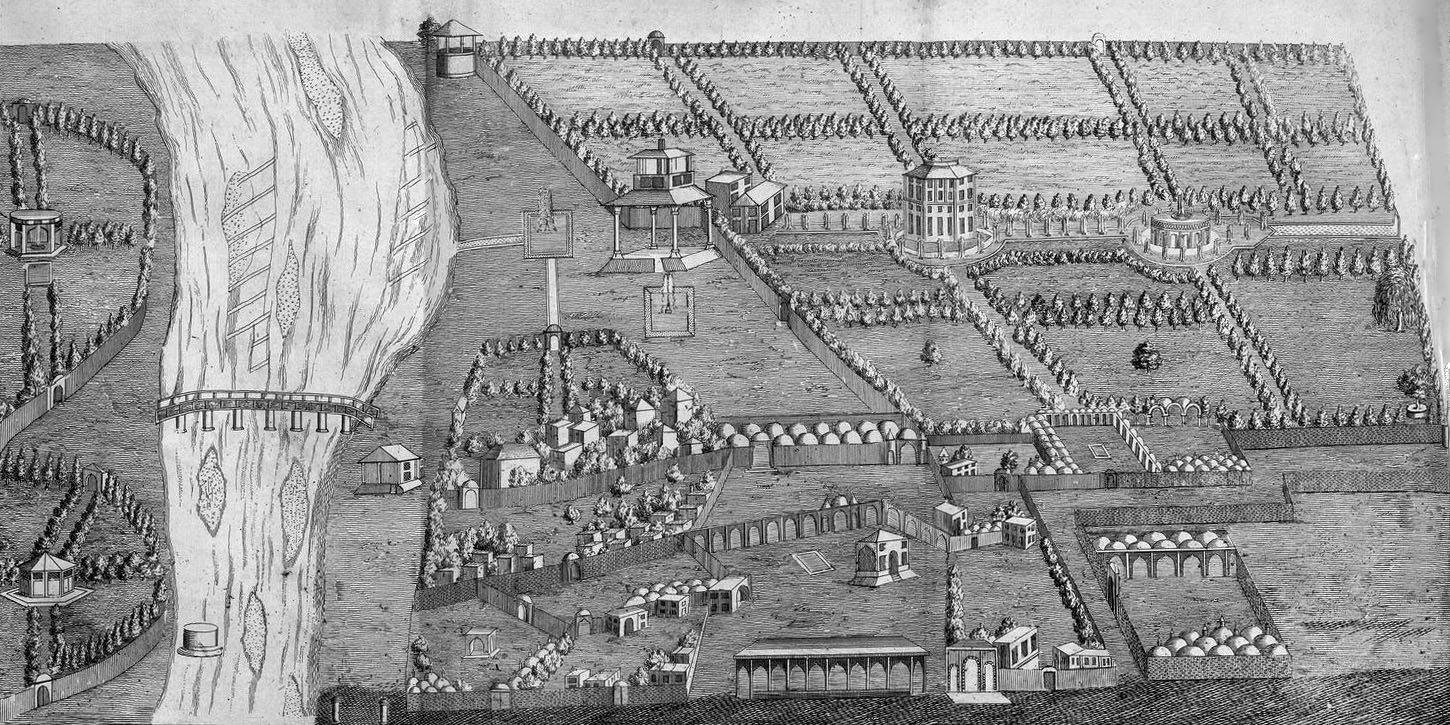
تصویری رسم شده در دوران صفویه در کتاب ژان شاردن. در این تصویر پل جوبی، سمت راست آن کاخ سعادت‌آباد، بالای کاخ عمارت آیینه‌خانه، سمت راست آیینه‌خانه عمارت نمکدان، تصویر شده است.

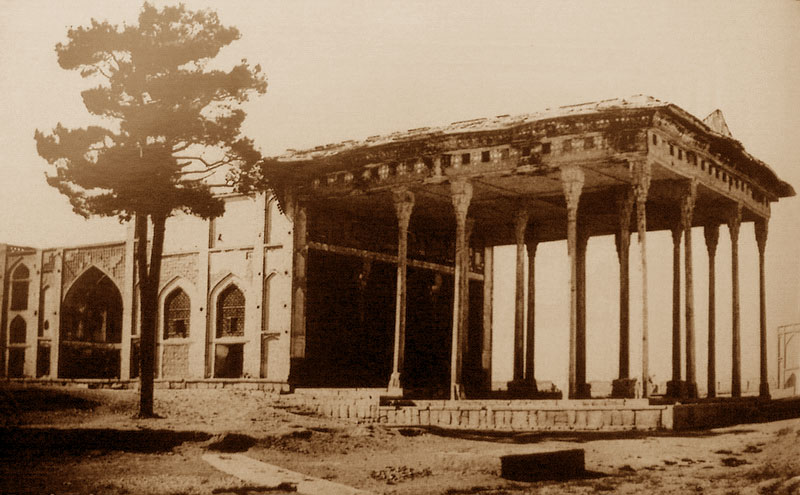
آیینه‌خانه

کاخ هفت‌دست و کوشک آیینه‌خانه که دو بنای تاریخی در باغ سعادت‌آباد اصفهان بودند، به همراه عمارت نمکدان که در کنار این دو جای داشت، عمارت‌هایی مربوط به دوران صفوی در کرانهٔ جنوبی زاینده‌رود در اصفهان بودند که در حال حاضر وجود ندارند.

## پیشینه
عمارات باغ سعادت‌آباد و کاخ آیینه‌خانه به فرمان شاه عباس دوم ساخته شده است.

## جایگاه جغرافیایی

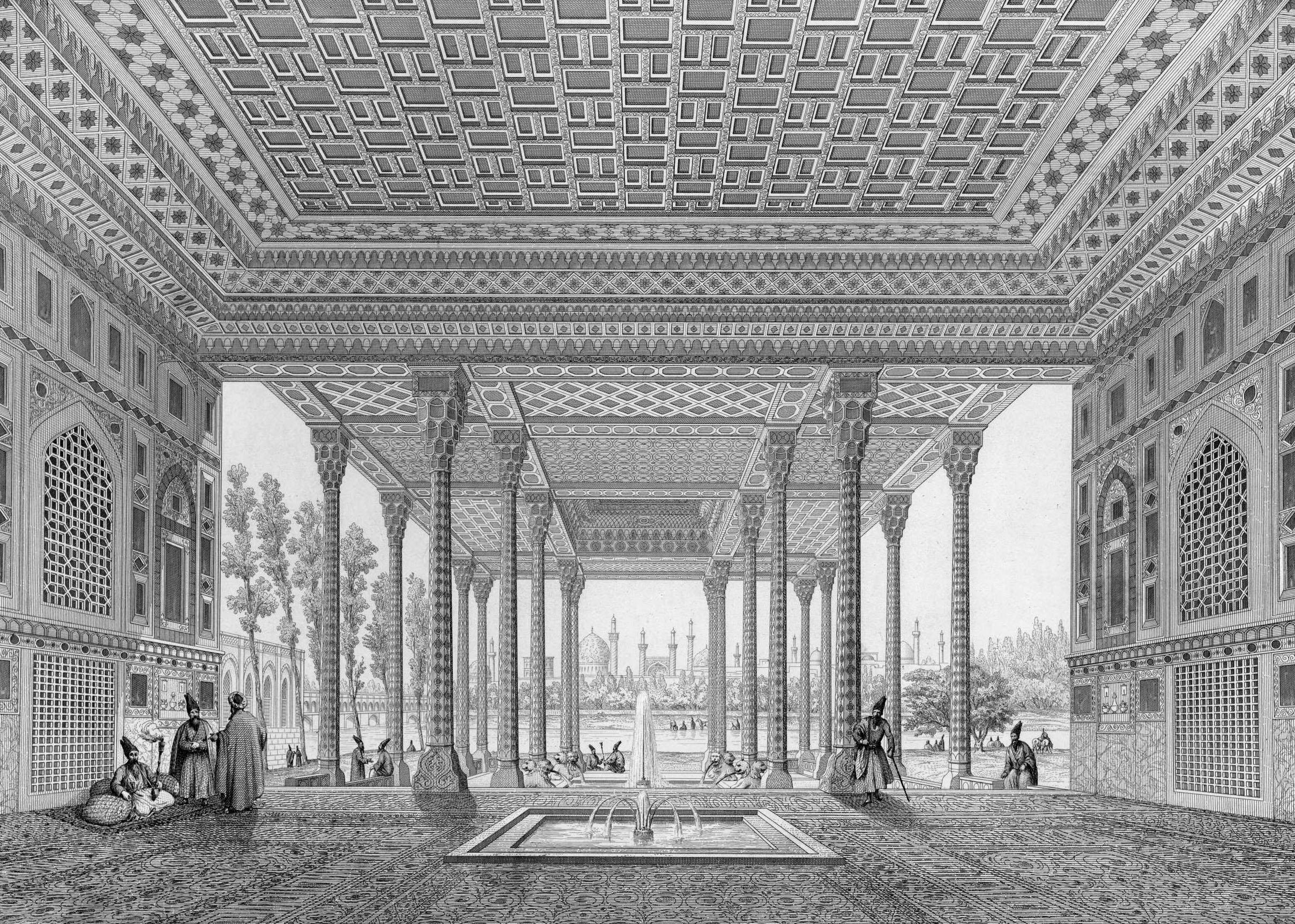
تصویر آیینه‌خانه در اوایل حکومت قاجار (زمان محمدشاه)

مکان آن در جنوب زاینده‌رود در فاصلهٔ میان پل خواجو و پل جوبی (که در آن زمان حکم پل اختصاصی این مجموعه را داشت) قرار داشت.

## معماری
کاخ آیینه‌خانه دارای ایوان و استخری همانند چهل‌ستون به مساحت پنجاه هزار مترمربع با بلندای ۴۱ متر بود با این تفاوت که شمار ستون‌های ایوان ۱۶ عدد و با فاصلهٔ ۶۲ متر از زاینده رود بوده است. از ویژگی‌های این بنا نصب آیینه‌هایی به ابعاد ۵/۲ متر و بزرگتر بوده و مکانی برای تفریح و سرگرمی به‌شمار می‌رفته است.
در کتاب نصف جهان فی تعریف الاصفهان (نوشته محمدمهدی اصفهانی ۱۳۱۴ قمری) آمده است: هفت‌دست در اصل هفت دستگاه کاخ بوده که در آن زمان تنها یکی از آن‌ها باقی‌مانده بوده است. بیش از بیست هزار زرع زمین با زیر عماراتش بود و گرداگرد صد حجره‌های تو در تو همه گچبری و زراندود، میناکاری استادانه، محیرالعقول، دو حمام زنانه و مردانه داشت، زمین و ازاره‌ها سنگ مرمر شفاف و حوض‌هایی از مرمر و سنگ سماق و تختگاه شاه عباس دو ساعت‌ها چشم تماشاچیان را خیره می‌داشت». تخت شاه عباس دوم در این کاخ بر روی تخت سنگی بزرگ مرمری‌ای مانند آیینه‌ای صیقلی به درازای هفت متر و پهنای بیش از سه متر قرار داشته که موج‌های طبیعی بر جلوه آن می‌افزوده است.

## تخریب
آیینه‌خانه و کاخ هفت دست در سال ۱۲۸۰ شمسی (۱۳۱۹ قمری) به دستور مسعود میرزا ظل‌السلطان، حاکم اصفهان (منصوب شده از طرف مظفرالدین شاه قاجار) تخریب شد. بعدها بخشی از محوطه در خیابان قرار گرفت و در بخش دیگری کارخانهٔ وطن احداث گردید و که پس از تعطیلی این کارخانه تبدیل به منطقهٔ مسکونی گردید و نام پارک آیینه‌خانه و خیابان هفت‌دست همچنان بر آن باقی است.

## فیلم مستند
در فیلم مستند بوی فروردین که به بناهای تخریب‌شدهٔ صفوی اصفهان در دوران قاجار می‌پردازد، به ابنیهٔ باغ سعادت‌آباد اصفهان به‌خصوص کاخ آیینه‌خانه نیز پرداخته شده و به صورت بازسازی کامل سه‌بعدی نمایش داده شده است.

## نگارخانه

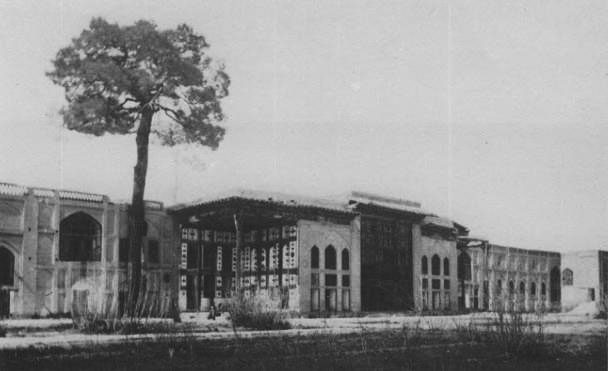
عکسی از کاخ هفت‌دست
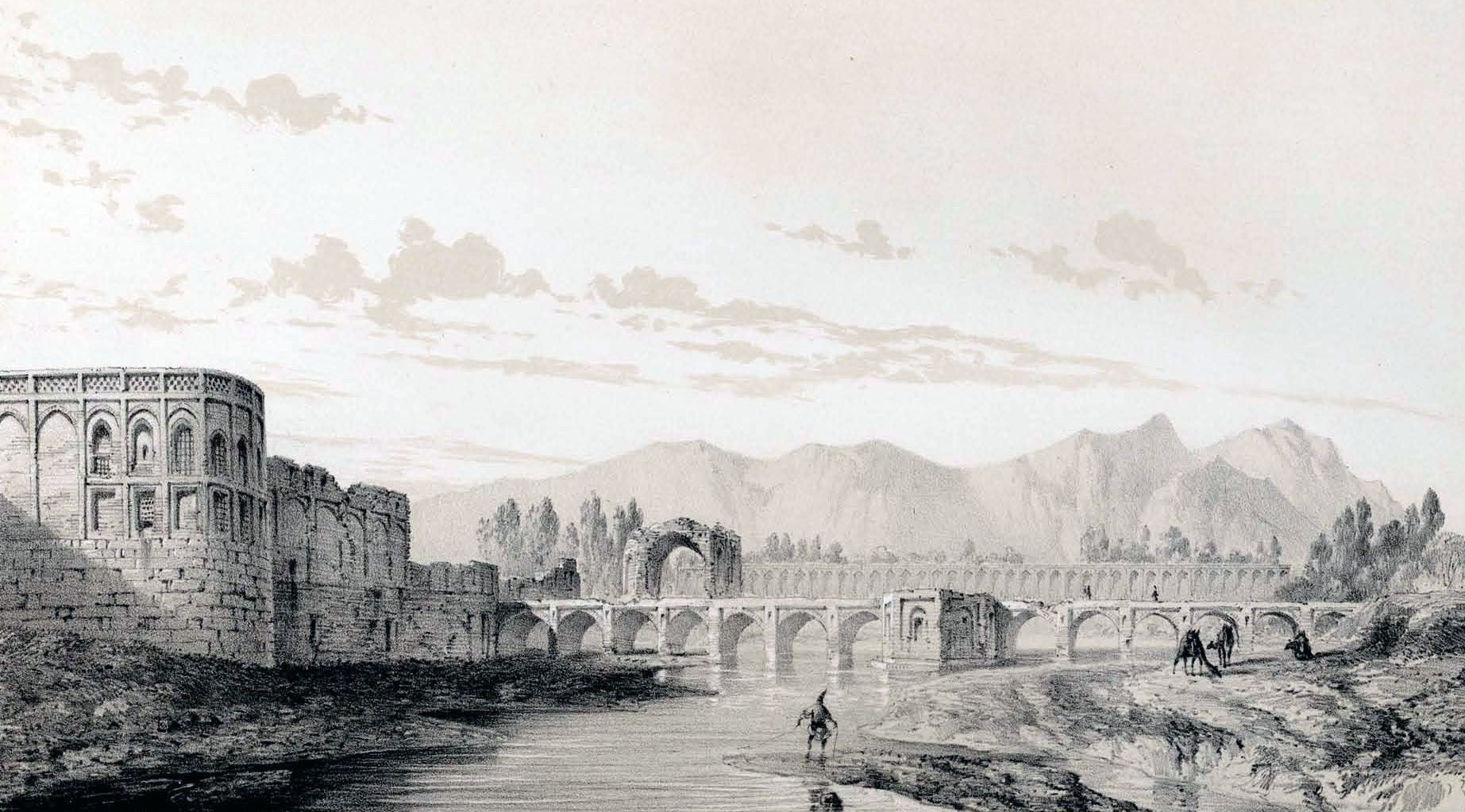
تصویر پل جوبی و کاخ هفت‌دست در اوایل حکومت قاجار (زمان محمد شاه)
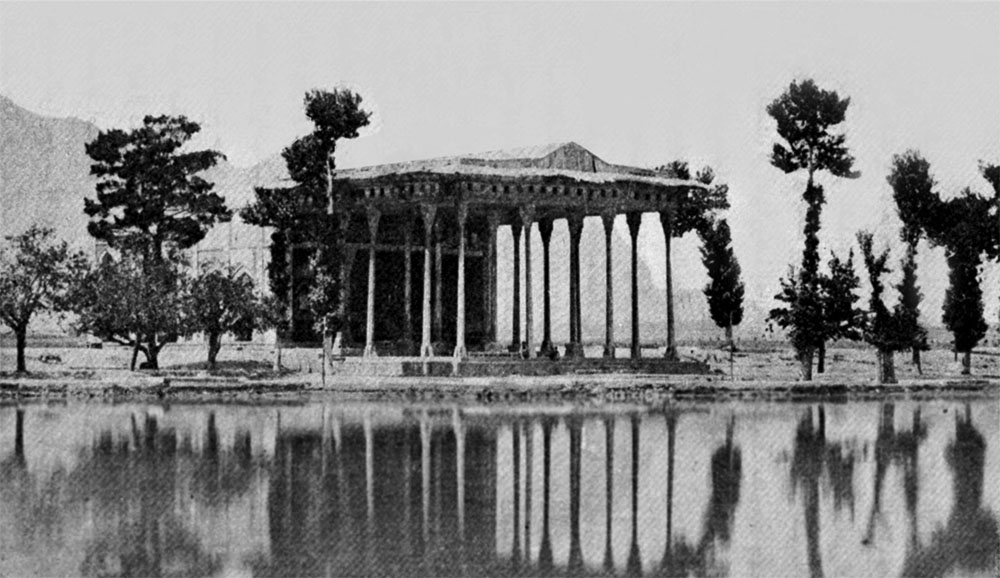
عکسی از کاخ آیینه‌خانه بر ساحل زاینده‌رود مربوط به اواخر دورهٔ قاجار. کوه صفه در پس‌زمینهٔ عکس دیده می‌شود.
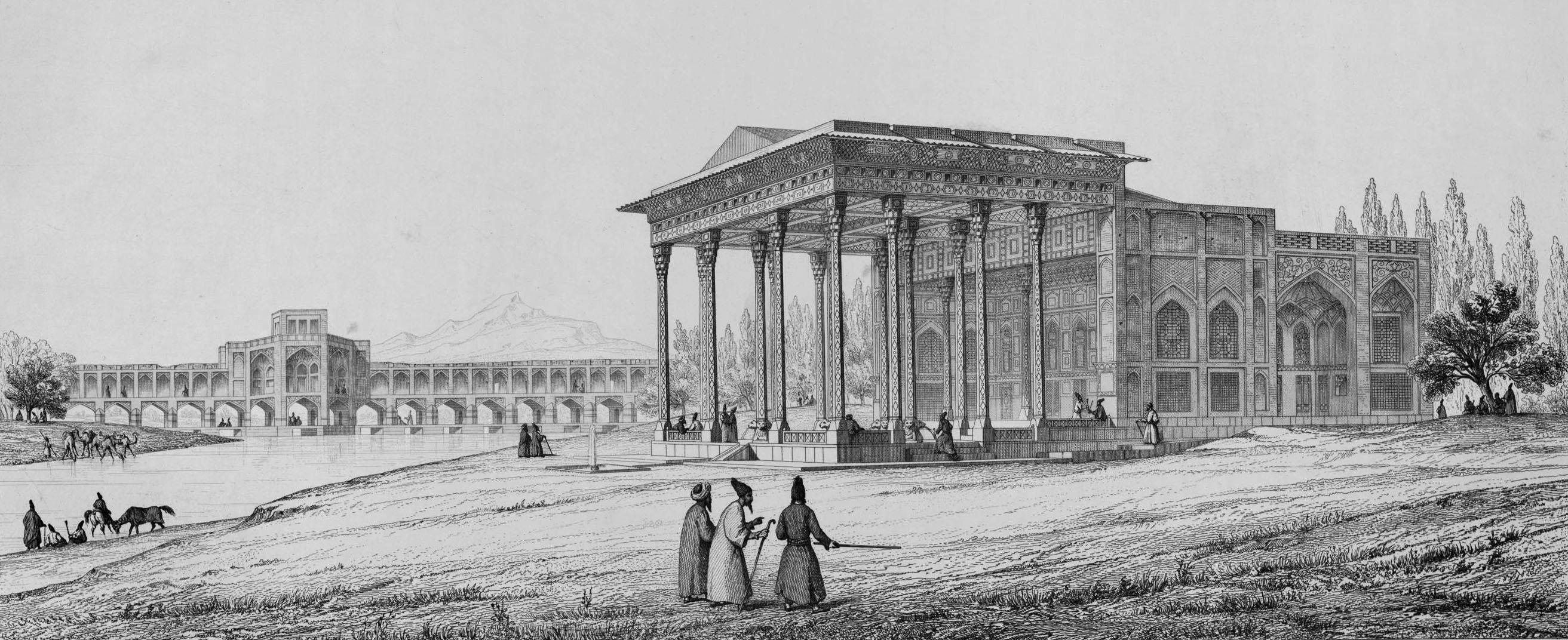
تصویر آیینه‌خانه در اوایل حکومت قاجار (زمان محمد شاه).
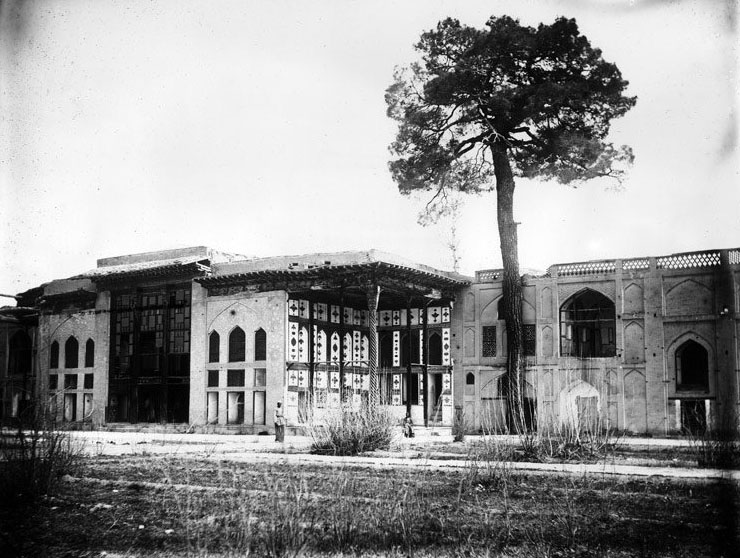
کاخ هفت‌دست در سدهٔ نوزدهم
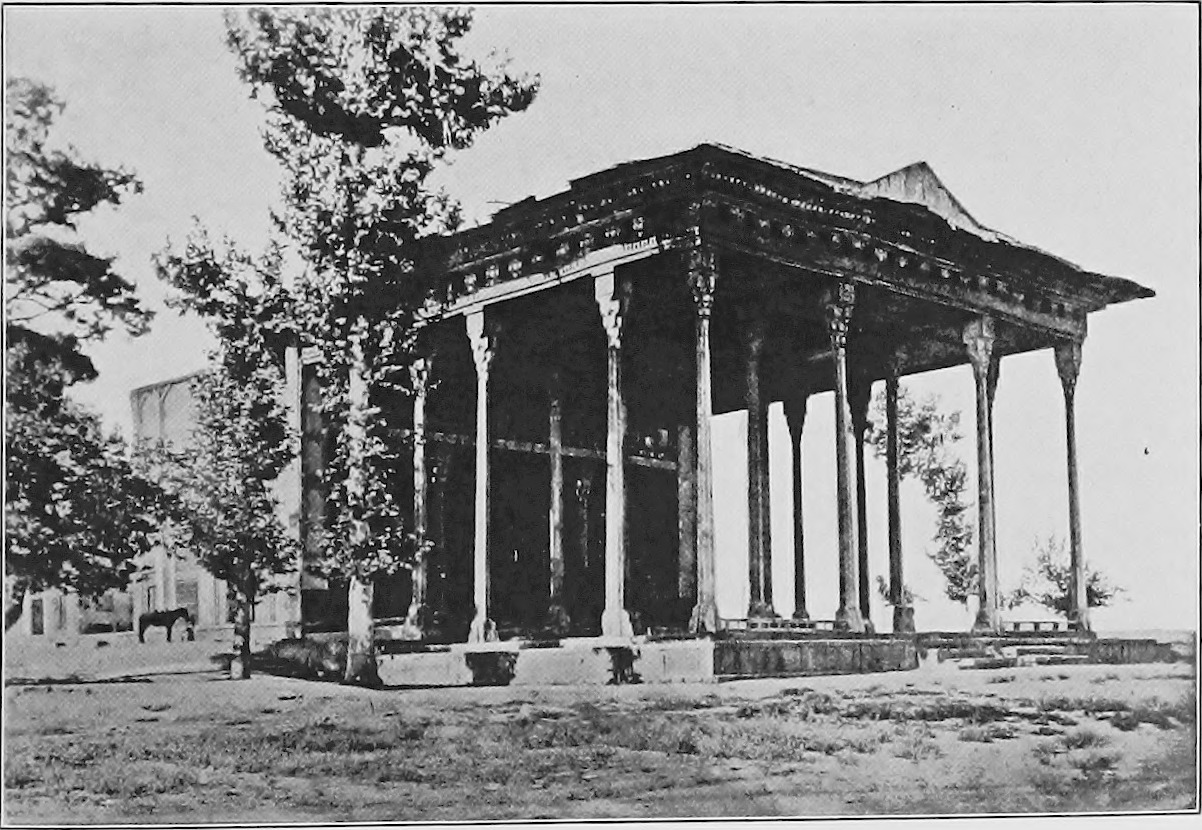
کوشک آیینه‌خانه
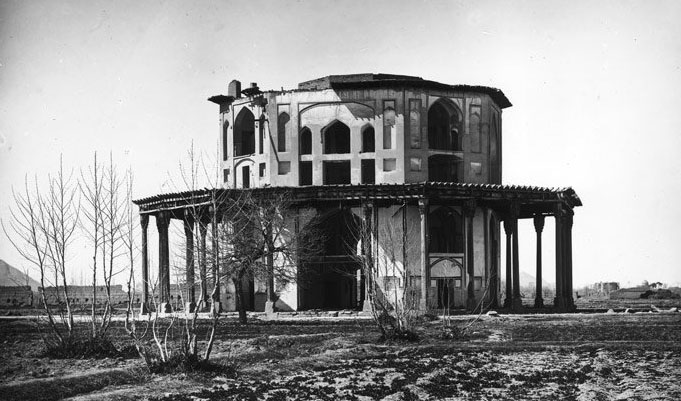
عمارت نمکدان